# Melanoplus pegasus
Melanoplus pegasus is een rechtvleugelig insect uit de familie veldsprinkhanen (Acrididae). De wetenschappelijke naam van deze soort is voor het eerst geldig gepubliceerd in 1919 door Hebard.